# 天大石油管材
安徽天大石油管材股份有限公司，簡稱安徽天大石油管材股份、安徽天大石油管材、天大石油管材股份，以及天大石油管材（英語：Anhui Tianda Oil Pipe Company Limited，港交所除牌前0839.HK），在1993年由葉世渠先生（前董事長）創立，前總裁為張胡明。天大石油管材為當時母公司安徽天大集團。
現時業務是中國內地經營专注于研发、制造、销售石油油井管及油气化工管、船用、锅炉等专用无缝管材，總部位於中國安徽省天長市銅城鎮振興路。
而股份在2006年12月1日於香港交易所創業板上市，而招股價為3港元，發行股份為145,714,000股H股，集資額為437,142,000港元，當時代碼為8241.HK。其後原本在2007年11月26日轉在主板介紹形式上市，但由於文件配套需時，故此押後在2007年12月24日轉在主板介紹形式上市。
2016年1月29日，現時主要母公司法國瓦卢瑞克，以846,600,000 港元（相等於待售股份每股1.66港元），收購該公司股份。事實上，法國瓦卢瑞克是在2010年最早簽訂收購該公司19.5%股權，總價值為1億美元。
2016年12月9日，在收購建議要約通過後，該股份正式撤銷港交所上市；同日委任Bogdan Codrut Burchila、Pascal Gustave Ulysse Braquehais和Edouard Frederic Guinotte，分別委任主席和其2名非執行董事，而葉世渠、劉鵬和Bruno Saintes則在收購完成後退任。

## 連結
- tiandapipe.com （页面存档备份，存于）